# إيرل تايلور
إيرل تايلور (بالإنجليزية: Earle Taylor)‏ هو لاعب كرة قدم أمريكية أمريكي، ولد في 2 فبراير 1891 في أشلاند في الولايات المتحدة، وتوفي في 10 سبتمبر 1955 في غينزفيل في الولايات المتحدة.